# كنيسة برونبي
كنيسة برونبي (بالسويدية: Brunnby kyrka) هي كنيسة تقع في بلدية هوجاناس، سكونه، السويد. يعود تاريخ الكنيسة إلى القرن الثاني عشر، وخضعت لتوسعات عدة خلال العصور الوسطى، بما في ذلك إضافة برج في القرن الخامس عشر. تضم الكنيسة صحنًا وبيت جوقة ومدخلًا جنوبيًا، كما تحتوي على لوحات جدارية من العصور الوسطى. 
من أبرز الملامح الداخلية للكنيسة المذبح ثلاثي الأجنحة الذي يعود إلى القرن الخامس عشر، والمنبر الخشبي الذي يعود للقرن السابع عشر.  